# Швакинское месторождение
Швакинское месторождение — месторождение известняков для целлюлозно-бумажной промышленности, располагающееся около посёлка Швакино, в Обозерском городском поселении Плесецкого района Архангельской области. Делится на два участка — Восточный и Левобережный. Левобережный участок месторождения не разрабатывается и является государственным резервом.
Восточный участок Швакинского месторождения разрабатывается карьером с 1974 года. С 1978 до 2007 года Восточный участок эксплуатировался ОАО «Архангельский ЦБК», с 2007 года — ООО «Швакинские известняки» (51 % акций предприятия принадлежат ОАО «Архангельский ЦБК»). С 2008 года в связи с модернизацией производства добыча известняка не производилась.
Проектная производительность карьера составляет 100 тыс. т в год, обеспеченность запасами при проектной производительности карьера — 85 лет. Однако единственный потребитель продукции карьера — ОАО «Архангельский ЦБК», в прямой зависимости от работы которого находится и годовая производительность карьера.
| 2004 | 2005  | 2006  | 2007  | 2008                  | 2009                  | 2010                  |
| ---- | ----- | ----- | ----- | --------------------- | --------------------- | --------------------- |
| 17,0 | ▲18,1 | ▼15,0 | ▼13,4 | добыча приостановлена | добыча приостановлена | добыча приостановлена |